# Izlaži me
Izlaži me è un singolo della cantante bulgara Andrea, pubblicato il 17 novembre 2009 come primo estratto dal terzo album in studio Andrea.